# Třída Archer (1985)
Třída Archer (jinak též třída P2000) jsou cvičné a hlídkové čluny britského královského námořnictva. Jejich oficiální klasifikace je PBR (Patrol Boats Rivers). Celkem bylo pro Omán a Velkou Británii postaveno 17 jednotek této třídy. Britské čluny jsou využívány především k základnímu a navigačnímu výcviku, nebo návštěvám přístavu. Mohou být také bojově nasazeny jako pobřežní hlídkové čluny, ostraha přístavů apod.

## Stavba

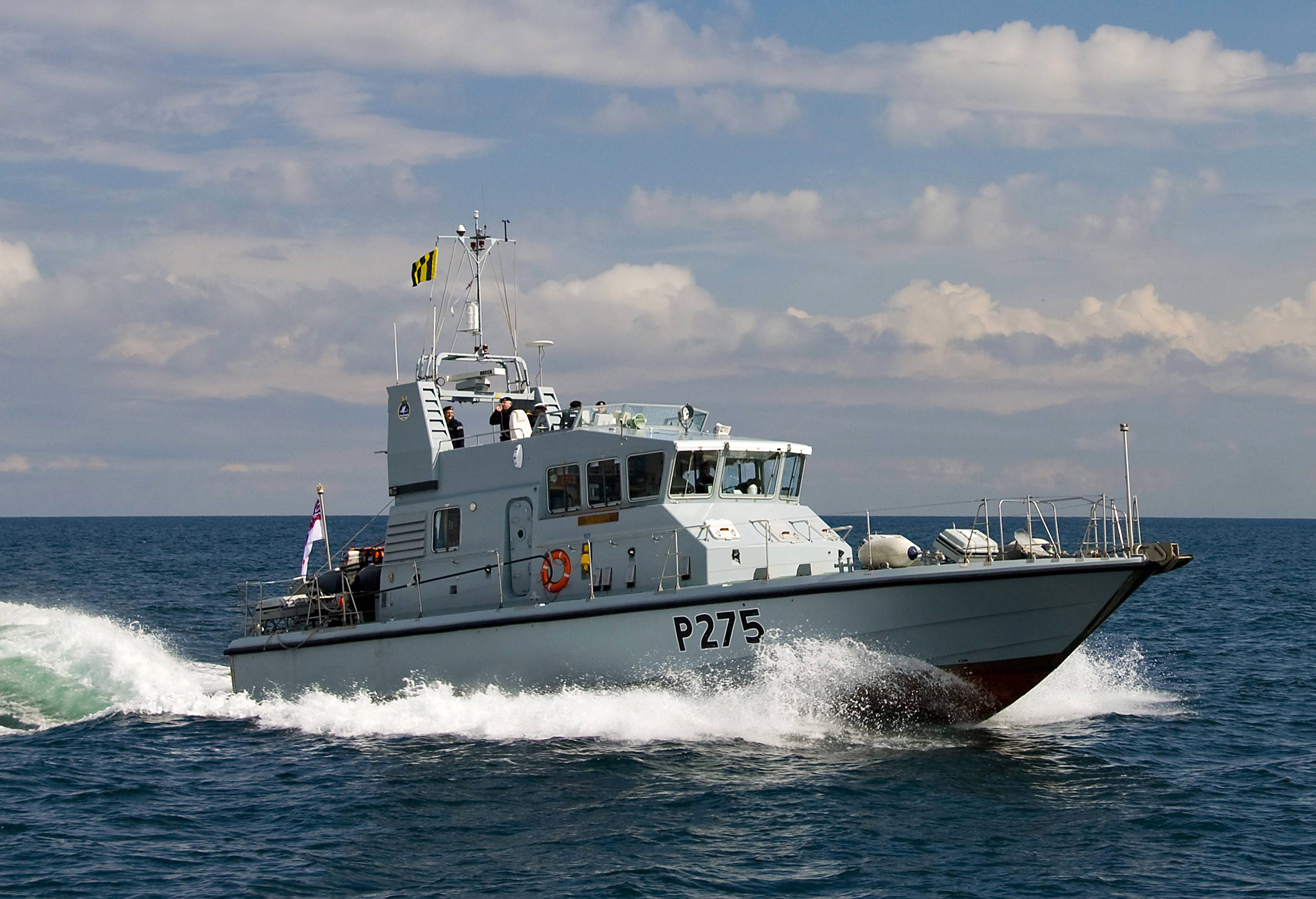
HMS Raider

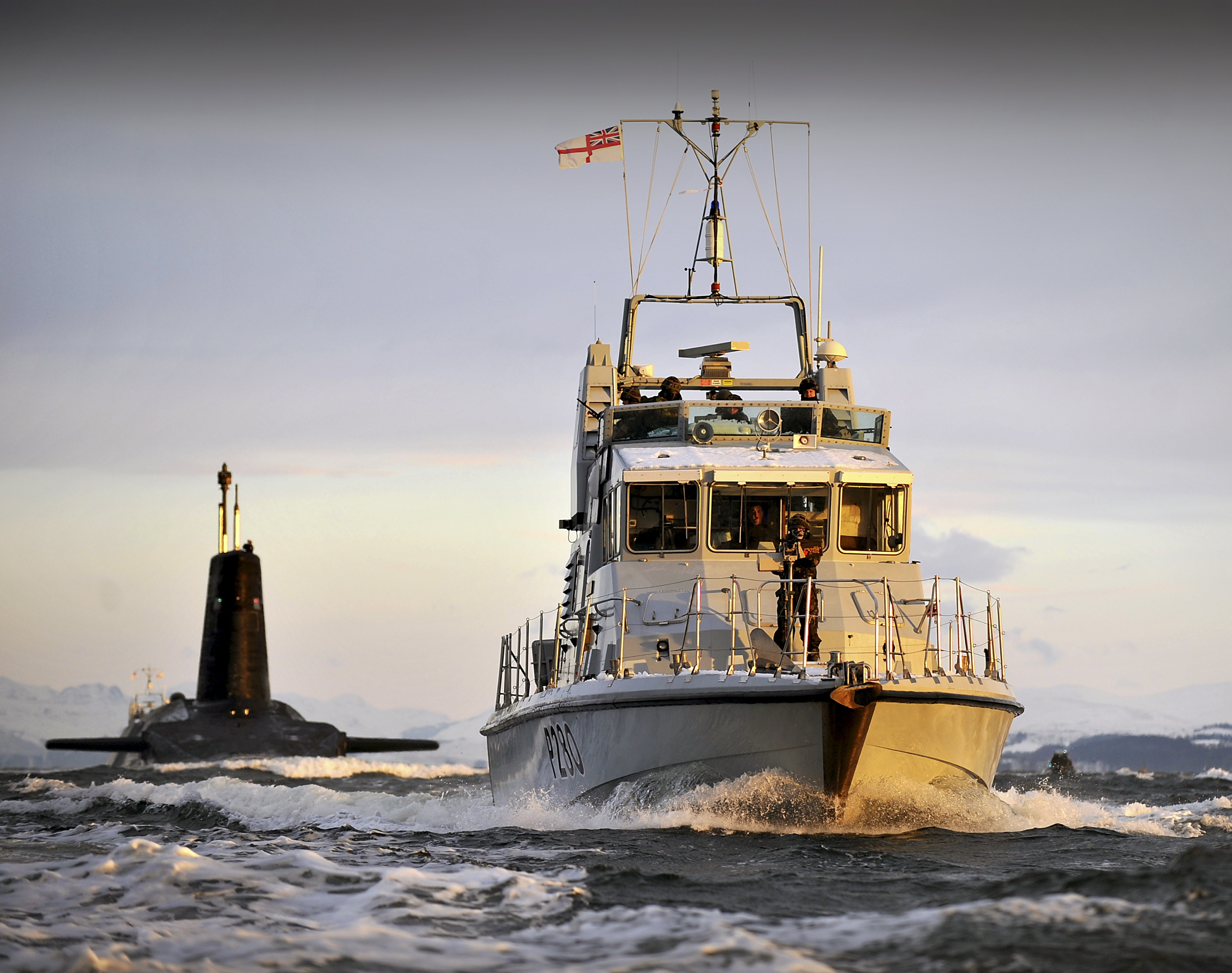
HMS Dasher a jaderná ponorka HMS Vanguard (S28)

Na konci 70. let 20. století vyvinula britská společnost Watercraft v Shorehamu-by-Sea rychlé hlídkové čluny pro Ománskou pobřežní stráž. Ta roku 1985 odebrala pouze prototypový člun Dheeb Al Bahari, neboť plavidla nedosahovala požadované rychlosti.
O dekádu později na základě tohoto typu vznikly cvičné čluny, objednané v desetikusové sérii pro Royal Navy Reserve (RNR) a University Royal Navy UNIT (URNU). V průběhu stavby plavidel loděnice Watercraft zkrachovala a kontrakt převzala společnost Vosper Thornycroft (VT), přesněji její loděnice ve Woolstonu v Southamptonu. Prototypová jednotka Archer byla na vodu spuštěna v roce 1985. Následovaly Bitter, Smiter, Pursuer, Blazer, Dasher, Puncher, Charger, Ranger a Trumepter.
Pro Royal Navy Auxiliary Service (RNXS) byly následně postaveny čluny Example, Express, Explorer a Exploit, rozpoznatelné podle svého černého zbarvení. Rovným dílem se o ně podělily loděnice Watercraft a VT ve Woolstonu. Po zrušení RNXS roku 1994 byly převedeny do Royal Navy. Konečně dne 8. května 1998 byly do služby zařazeny ještě čluny Tracker a Raider, postavené dle vylepšeného projektu a sloužící jako tendry při univerzitách v Oxfordu a Cambridge. Postavila je loděnice Alisa Troon.

## Konstrukce
Posádku tvoří 5 osob a 13 kadetů. Čluny jsou neozbrojené, ale během války mohou být vyzbrojeny jedním 20mm kanónem a dvěma 12,7mm kulomety. Na zádi nesou malý inspekční člun Gemini. Pohonný systém tvoří dva diesely Perkins CV M800T (Tracker a Raider mají motory Rolls Royce Eagle), o celkovém výkonu 1590 bhp, pohánějící dva lodní šrouby. Nejvyšší rychlost dosahuje 22,5 uzlu.

## Služba
Čluny Dasher a Pursuer byly roku 2020 přesunuty do Gibraltaru, kde se staly dočasnou náhradou za dvě vyřazené jednotky třídy Scimitar.